# Eriopyga thermosema
Eriopyga thermosema là một loài bướm đêm trong họ Noctuidae.